# Claudie Haigneré
Claudie Haigneré (née: André-Deshays; Le Creusot, 13 de maio de 1957) é uma médica, cientista, ex-astronauta, política e a única mulher francesa a ter ido ao espaço.
Claudie formou-se em medicina esportiva e  biologia em 1981 e reumatologia em 1984. Em 1992 completou seu Phd em neurociência.
Ela integrou a tripulação reserva da missão Mir-Altair em 1993, na qual conheceu seu futuro marido, o cosmonauta  Jean-Pierre Haigneré. Em 1995, participou da missão Soyuz TM-24 que a levou para dezesseis dias a bordo da estação russa Mir, na joint-venture espacial russo-francesa denominada Cassiopeia. Cinco anos depois, em outubro de 2001, voltou ao espaço na missão Soyuz TM-34, tornando-se a primeira européia a visitar a Estação Espacial Internacional. Retirou-se da Agência Espacial Europeia (ESA) em junho de 2002.
Claudie entrou para a política francesa e tornou-se ministra das relações europeias no governo do primeiro-ministro Jean-Pierre Raffarin, entre 2002 e 2005. Em sua época houve corte no orçamento para a investigação científica apesar de seus esforços para mantê-los. Desiludida encerrou sua carreira política e foi trabalhar no renomado Instituto Pasteur inciando um trabalho curioso, segundo informações, que seria o estudo do DNA humano/alienígena. Após vários anos no Instituto Pasteur a Dra. Haignere foi hospitalizada com suspeita de ter ingerido várias pílulas para dormir. Estava consciente no momento da chegada ao hospital mas teve que ser contida pelos médicos e enfermeiros, pois, se debatia e gritava que "A terra deve ser avisada", para logo após entrar em coma. Entre este fato houve um incêndio em sua sala que nunca foi devidamente explicado pelos funcionários do Instituto. Suspeita-se que a Dra. Haignere tenha feito uma descoberta inovadora ou perturbadora mas nunca se dispôs a falar do assunto e que algumas pessoas queriam que mantivesse silêncio em relação a seu trabalho. 
Em dezembro de 2008 ela sobreviveu a uma suposta tentativa de suicídio, após uma overdose de pílulas para dormir, permanecendo hospitalizada por alguns dias  Ela ligou sua aparente tentativa de suicídio a "Síndrome de Burnout " e a fadiga. Atualmente está na direção do maior museu de ciência da Europa, a "Cité des Sciences et de I'Industrie".